# Slut Pop
Slut Pop es el cuarto EP de la cantante alemana Kim Petras. Fue lanzado el 11 de febrero de 2022 a través de Republic Records, convirtiéndose en su primer proyecto en el sello.

## Antecedentes
Kim Petras firmó con Republic Records en 2021 y luego comenzó a trabajar en música nueva para su álbum de estudio debut con un sello importante, así como otros proyectos musicales. Sobre las nuevas canciones, Petras afirmó que exploró temas sexuales, inspirándose en otros artistas, citando a Britney Spears como ejemplo. El proceso del EP se completó en dos meses, y la lista de canciones se armó cuando la cantante se dio cuenta de que tenía suficientes canciones sobre el mismo tema para montar un proyecto completo por su cuenta.

## Composición
Un EP dance-pop, con influencias de tech house y electropop, Slut Pop fue descrito como un álbum "clasificado X" sobre "fantasías sexuales". Según PopCrush, el EP presenta "ritmos palpitantes, letras sucias e himnos sexuales positivos inspirados en la comunidad de trabajadoras sexuales".

## Lanzamiento y promoción
En las semanas previas, Petras publicó videos de burlas de las canciones en las redes sociales, así como fotos de una nueva sesión de fotos, tomadas para el proyecto. Para promocionar el disco, Petras hizo un rastreo de clubes denominado "Slut Tour", en el que actuó en varios clubes nocturnos en una noche.

## Recepción
El proyecto tuvo una acogida desigual. Mientras que algunos críticos elogiaron la naturaleza sexual positiva del EP, otros criticaron la asociación de Petras con el productor Dr. Luke, que produjo la totalidad del EP.

## Lista de canciones
Todas las canciones son producidas por Dr. Luke.

| Slut Pop track listing |                           |          |  |
| N.º                    | Título                    | Duración |  |
| 1.                     | «Slut Pop»                | 1:58     |  |
| 2.                     | «Treat Me like a Slut»    | 1:58     |  |
| 3.                     | «XXX»                     | 2:04     |  |
| 4.                     | «Superpower Bitch»        | 2:08     |  |
| 5.                     | «Throat Goat»             | 2:20     |  |
| 6.                     | «They Wanna Fuck»         | 2:30     |  |
| 7.                     | «Your Wish Is My Command» | 2:54     |  |
| 15:52                  |                           |          |  |

## Personal
- Kim Petras - voz
- Dr. Luke – producción, programación
- Dale Becker - masterización
- Clint Gibbs - mezcla

## Charts
| Chart (2022)                                      | Peak position |
| ------------------------------------------------- | ------------- |
| Australia (ARIA)                                  | 77            |
| Reino Unido (UK Album Downloads)                  | 34            |
| Estados Unidos US Current Album Sales (Billboard) | 60            |
| Estados Unidos (Top Heatseekers Albums)           | 1             |

## Historial de versiones
| Región | Fecha                 | Formato                      | Etiqueta         |
| ------ | --------------------- | ---------------------------- | ---------------- |
| Varios | 11 de febrero de 2022 | Descarga digital - streaming | Republic Records |